# Alexander Gustafsson
Alexander Gustafsson (* 15. Januar 1987 in Arboga) ist ein schwedischer MMA-Kämpfer, der in der Halbschwergewichts- und Schwergewichtsklasse der Ultimate Fighting Championship antritt. Bekanntheit erlangte Gustafsson, der auch unter seinem Spitznamen The Mauler bekannt ist, vor allem durch seinen Kampf gegen Jon Jones bei UFC 165, der vielfach zum Kampf des Jahres 2013 ausgezeichnet wurde.

## Karriere
Gustafsson startete 2007 seine MMA-Karriere und stieß 2009 mit einem Kampfrekord von acht Siegen aus acht Kämpfen zur UFC. Bei UFC 105 debütierte er gegen Jared Hamman, den er nach 41 Sekunden ausknockte. In seinem zweiten UFC-Kampf unterlag er allerdings Phil Davis durch einen Anaconda Choke. Daraufhin startete Gustafsson eine Siegesserie von sechs Kämpfen gegen starke Gegner wie Thiago Silva und Mauricio Rua. Am 21. September 2013 kam es dann zum Aufeinandertreffen mit Leichtschwergewichts-Weltmeister Jon Jones, der bis dahin de facto unbesiegt und haushoher Favorit war. Gustafssons starkes Boxen und seine Takedown-Verteidigung setzten Jones jedoch schwer zu, weshalb die Punktrichterentscheidung zugunsten des Titelverteidigers äußerst umstritten war. Viele Fachmagazine zeichneten das Aufeinandertreffen später als Kampf des Jahres 2013 aus. 2014 siegte Gustafsson gegen Jimi Manuwa, im Januar 2015 musste er jedoch eine schwere K.-o.-Niederlage gegen Anthony Johnson hinnehmen. Im Oktober 2015 scheiterte auch Gustafssons zweiter Anlauf auf den Leichtschwergewichtstitel, als er gegen den neuen Champion Daniel Cormier ebenfalls knapp nach Punkten unterlag.
Nach seinem Kampf gegen Anthony Smith am 1. Juni 2019 gab er seinen Rücktritt von MMA bekannt.
Am 26. Juli 2020 kehrte Gustafsson aus dem Ruhestand zurück, um im Schwergewicht gegen den ehemaligen UFC Schwergewichts-Weltmeister Fabrício Werdum anzutreten. Gustafsson unterlag durch Aufgabe in der ersten Runde.